# 苏佩尔加圣殿

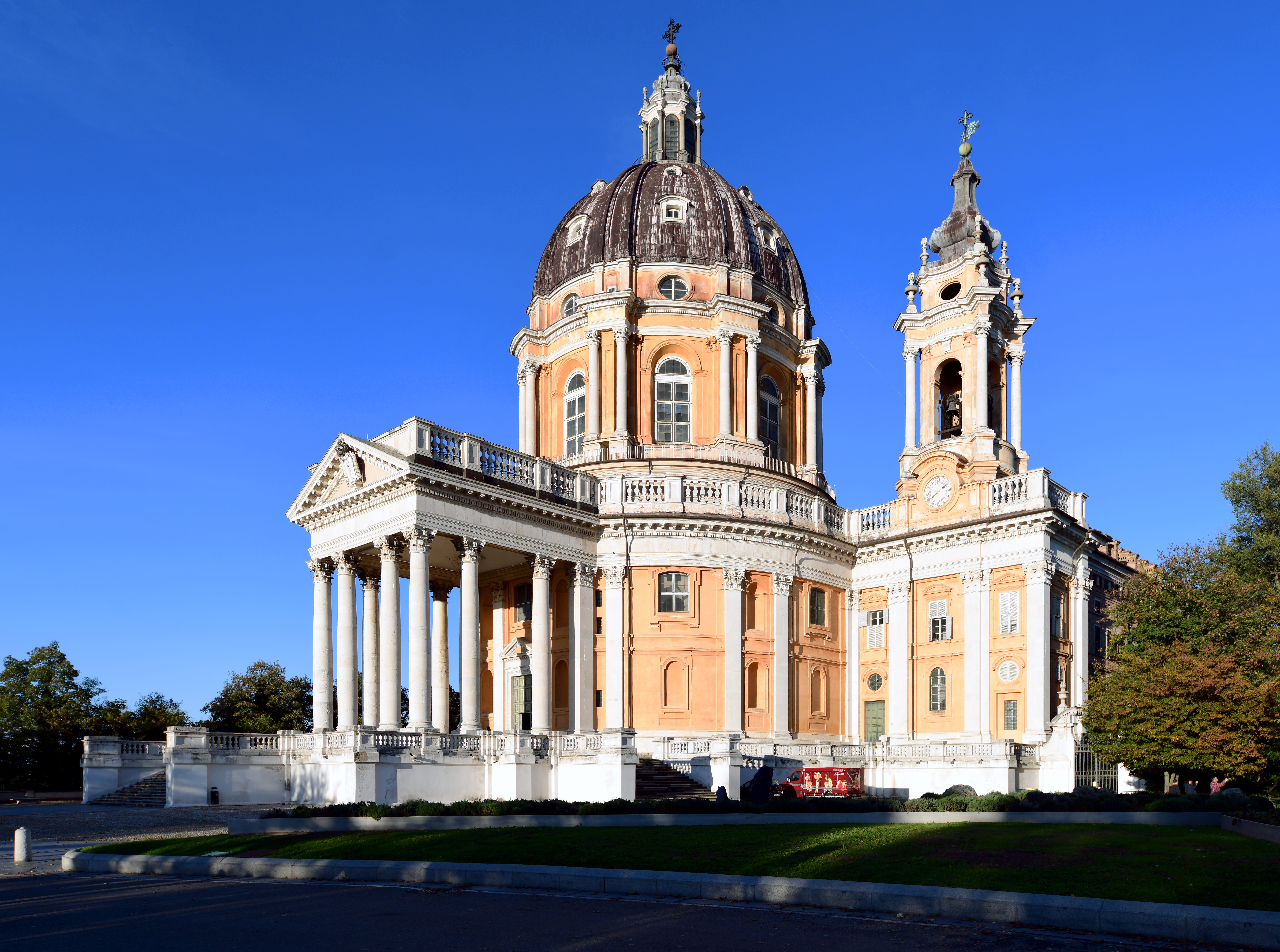
苏佩尔加圣殿

苏佩尔加圣殿（義大利語：Basilica di Superga）是意大利都灵附近的一座教堂，由维托里奥·阿梅迪奥二世兴建于1717到1731年，位于苏佩尔加山山顶，以完成公爵（后来的撒丁国王）在都灵战役期间许下的誓愿。教堂下方是萨伏依家族大多数成员的坟墓。教堂为晚期巴洛克-古典主义风格。穹顶完成于1726年，某些地方类似于米开朗琪罗设计的圣伯多禄大殿穹顶。
前往苏佩尔加圣殿可以经由苏佩尔加齿轨铁路。
苏佩尔加山是1949年都灵足球俱乐部苏佩尔加空难的地点。

## 图片

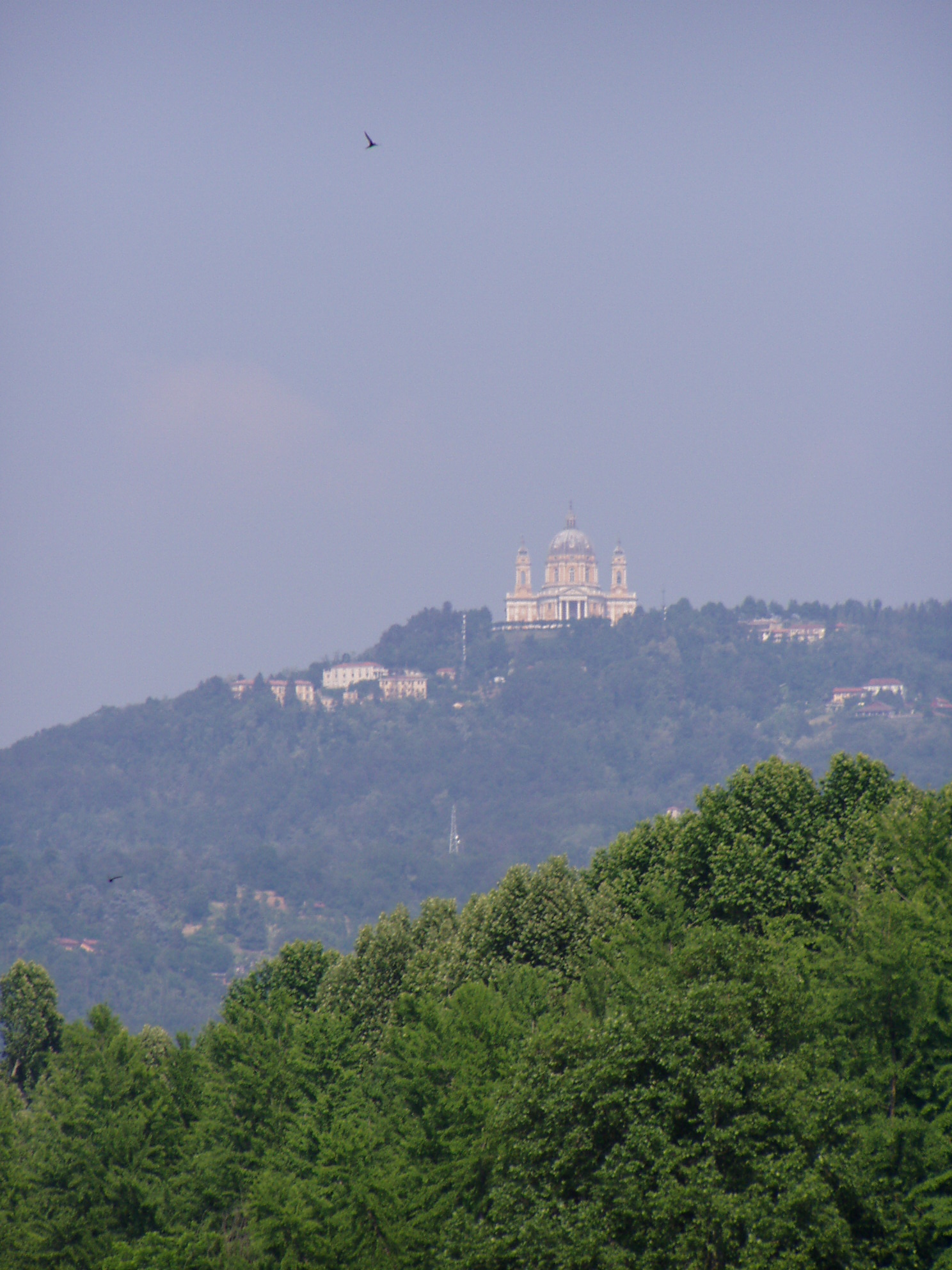
苏佩尔加山
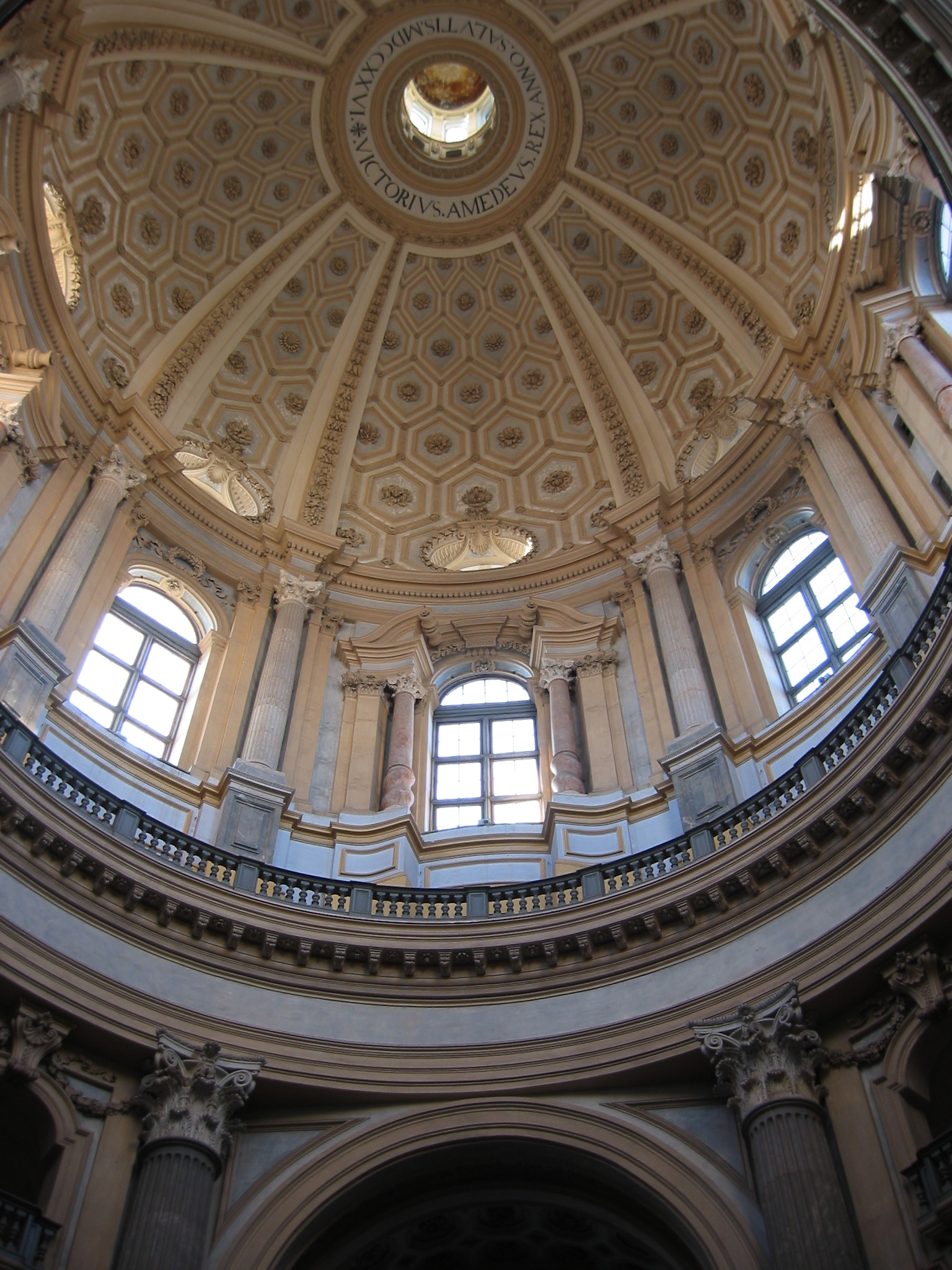
内部
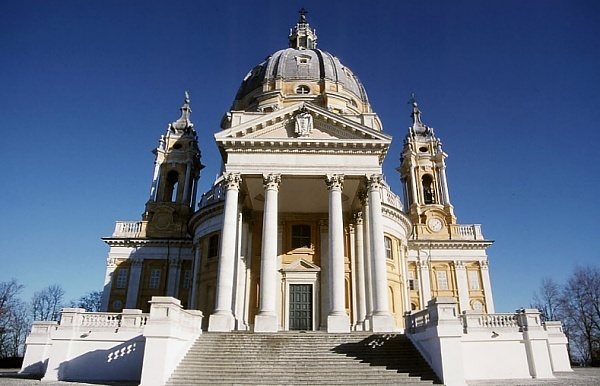
苏佩尔加圣殿
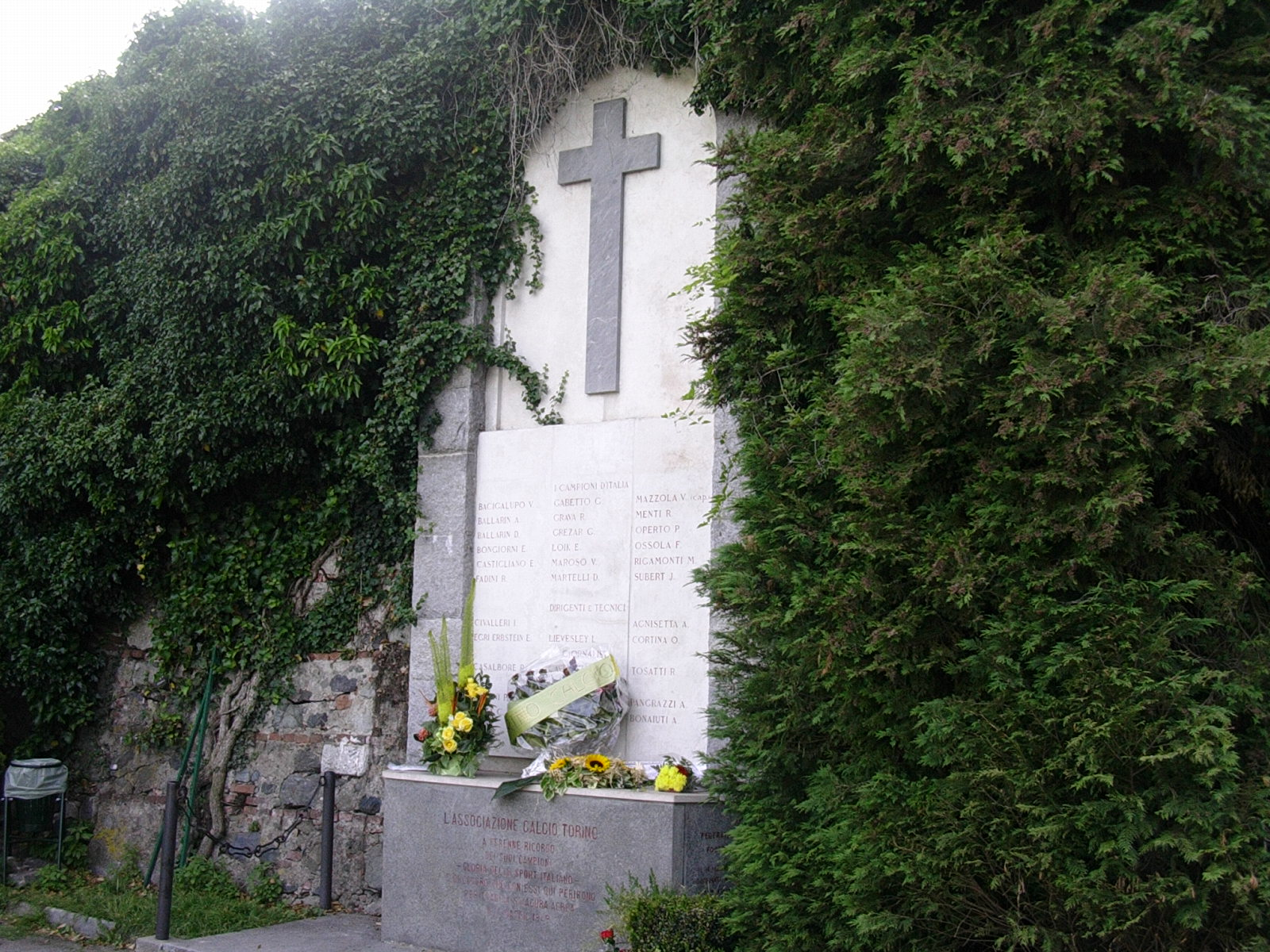
空难纪念碑

45°04′51″N 7°46′03″E / 45.08083°N 7.76750°E